# Z-66
Els Z-66 fou un grup espanyol dels anys 1960 liderat per Llorenç de Santamaria.

## Formació
La banda es forma a Mallorca el 1966. La formació original estava composta per Vicenç Caldentey (guitarra), Pedro Brunet (saxo), Leopoldo González (baix) i Tito a la bateria. Més tard, se'ls uniria el cantant i, fet i fet, autèntic líder de la formació, Lorenzo Santamaría (exmembre de la banda Els Bríos) després d'un concert al local Whiskey a Gó-Go de Palma.
El grup es va especialitzar a fer versions en anglès de temes d'actualitat per entretenir els turistes. De tota manera, van començar a experimentar alternatives sonores sota la influència de bandes progressives nord-americanes com Vanilla Fudge i Blood, Sweat & Tears.
A la fi de 1967, la banda signa amb el famós segell EMI, però abans hauria alguns canvis en la formació: Manolo Mari va substituir Tito, Jose Noguera reemplaçaria Gerónimo i Manolo Ness ocuparia el lloc deixat per Pedro Brunet. El primer disc de la formació va ser gravat a Barcelona i va sortir el gener de 1968, un Ep amb les cançons «Give a little sign, «Mister Bus Driver, «Tots parlessin» (versió de la cançó dels Dave Clark Five)i «Des de l'altre món» (versió de la cançó del grup The Herd).
De tota manera, el grup era molt ben reconegut pels crítics però no venia tants discos com altres grups de la seva generació. La banda no va aconseguir el seu major èxit fins a l'estiu de 1968 amb la versió castellanitzada del clàssic dels Moody Blues «Nights in White Satin». Els seus següents singles, si bé no van aconseguir l'èxit de l'anterior, sí que serien temes destacats com «Morning dew» i ja el 1969 les cançons com «Somni» o «La Meitat del Paraiso».

## Teloners de Jimi Hendrix
Però si per alguna cosa seran recordats els Z-66 seria perquè els va tocar l'honor de ser el grup que va ser escollit de teloner de l'únic concert de The Jimi Hendrix Experience en territori espanyol. El grup era un habitual de club de La Gomila, el Sgt. Pepper's a Palma. Molts artistes estiuejaven a les Illes. A més, el propietari del lloc era Mike Jeffery, que va ser representant de Jimi Hendrix i The Animals. El contracte vinculava el grup per ser teloners de Jimi Hendrix, cosa que mai es produiria. Tot i això, el grup va cobrar religiosament les 3.000 pessetes de l'època, tot i no tocar ni una nota.
El 1970 la banda tocava a la seva fi, en aquest any encara van editar un interessant single: «Desperta l'Amor». Però el conjunt es va anar dissoldre a poc a poc i el cop de gràcia final la va posar la separació del grup de Lorenzo Santamaría, que es llançava com a solista. Els altres membres van seguir un any més, per desaparèixer finalment.